# 6106 Ствош
6106 Ствош (6106 Stoss) — астероїд головного поясу, відкритий 24 вересня 1960 року.
Тіссеранів параметр щодо Юпітера — 3,179.
Названо на честь Віта Ствоша — польського та німецького художника та скульптора (1448–1533).